# Stanisław Murdza
Stanisław Murdza (ur. 30 sierpnia 1898 w Brniu Osuchowskim, zm. 15 listopada 1968 w Stargardzie Szczecińskim), żołnierz, kawaler Orderu Virtuti Militari.

## Życiorys
Urodził się w rodzinie Klemensa i Marii z d. Kłusek. Od listopada 1915 w Legionach Polskich. Od marca 1916 w armii austriackiej, później od stycznia 1919 w Armii Polskiej gen. Józefa Hallera. Brał udział w walkach z bolszewikami w szeregach 7 pap. Z wojska zwolniony 5 maja 1921. Odznaczony Srebrnym Krzyżem Virtuti Militari za wybitne dokonania podczas walki pod Kurowem i Wazowem, oraz Krzyżem Walecznych. Do 1934 mieszkał w rodzinnej wsi. Po tragicznej i niszczycielskiej powodzi w 1934 przeniósł się do Krzemieńca na Wołyniu. Podczas II wojny światowej, w 1943 wstąpił do 2 Armii Wojska Polskiego. Z wojska zwolniony jesienią 1945. W 1948 odebrano mu posiadane gospodarstwo rolne. Początkowo osiedlił się na Dolnym Śląsku, później zamieszkał w Stargardzie Szczecińskim, gdzie zmarł 15 listopada 1968. Spoczywa na Starym Cmentarzu w Stargardzie. Żonaty z Marią z d. Czepiel z którą miał czwórkę dzieci.

## Ordery i odznaczenia
- Krzyż Srebrny Orderu Wojskowego Virtuti Militari nr 1047[1]
- Krzyż Walecznych